# Juillac (Gers)
Juillac – miejscowość i gmina we Francji, w regionie Oksytania, w departamencie Gers.
Według danych na rok 1990 gminę zamieszkiwały 134 osoby, a gęstość zaludnienia wynosiła 18 osób/km² (wśród 3020 gmin regionu Midi-Pyrénées Juillac plasuje się na 929. miejscu pod względem liczby ludności, natomiast pod względem powierzchni na miejscu 1293.).